# Новодмитриевка (Воронежская область)
Новодми́триевка — хутор в Ольховатском районе Воронежской области России.
Входит в состав Марьевского сельского поселения.

## География

### Улицы
- ул. Советская

## Население
| 1859 | 2010 |
| ---- | ---- |
| 379  | ↘91  |